# Maras (gang)
Pour les articles homonymes, voir Maras.

Les maras (ou marabuntas ou marababas) sont des gangs armés, principalement impliqués dans des affaires de transferts de stupéfiants qui s'étendent à toutes les formes d'activités illicites. Ils sont regroupés en structures plus importantes de type mafieux. Leurs membres, les mareros, sont originaires des pays d'Amérique latine et d'Amérique centrale comme le Salvador, le Honduras, le Guatemala et le Nicaragua. Ils sont particulièrement actifs dans les pays d'Amérique centrale (100 000) et aux États-Unis (30 000).

## Origine du nom
Le mot mara proviendrait du caliche, un argot salvadorien. En Amérique hispanique comme aux États-Unis, son sens aurait évolué de « groupe d'amis » à « groupe de criminels ». Mara désigne originellement la fourmi légionnaire mais s'emploie aussi comme abréviation de marabunta, une migration massive et destructrice de ces fourmis chasseuses.
D'autres explications sur l'origine du nom circulent. Pour certains, la mara rappelle une rue éponyme de San Salvador.

## Formation et développement
Ces gangs ont été formés dans les années 1980 par des immigrés clandestins venant du Salvador, du Honduras ou encore du Guatemala qui fuyaient des conditions de vie difficiles (exclusion économique et sociale forte) voire dangereuses (guerres civiles et dictatures). Ces migrants rencontrent aux États-Unis un contexte social difficile, étant généralement relégués vers les quartiers marginalisés et connaissent le chômage. D'abord fondées aux États-Unis, les maras, dans un deuxième temps, se sont implantés dans leurs pays d'origine, notamment à la suite d'expulsions massives des États-Unis des migrants venus d’Amérique centrale.
Après la guerre civile au Salvador en 1992, les États-Unis entamèrent des procédures pour rapatrier les Salvadoriens. Parmi ces rapatriés se trouvaient des membres du gang Mara Salvatrucha, de Los Angeles. Beaucoup continuèrent leurs activités illicites de retour au Salvador, enracinant ainsi les maras en Amérique centrale sur un terreau fertile : la pauvreté et un passé récent de conflits armés. Les rapatriés recrutèrent toujours plus de membres, incluant des jeunes qui immigrèrent à leur tour illégalement aux États-Unis.

## Activités

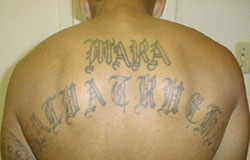
Tatouage d'un membre de la Mara Salvatrucha.

Beaucoup de maras sont essentiellement composées d'adolescents. Leurs activités vont du trafic de drogues, du racket, des cambriolages  au proxénétisme. 
Pratiquement tous les mareros se parent d'imposants tatouages pour mieux se reconnaître, ce qui facilite par la même occasion leur repérage par un gang rival ou les autorités. Chaque mara possède sa propre « gamme » de tatouages, signe d'affiliation au gang. « La vida por las maras » ou « the life for the gang » (en français « la vie pour le gang ») est une phrase couramment utilisée par ces gangs et leurs membres. Le meurtre d'innocents fait partie des différentes épreuves d'initiation de certaines Maras, notamment la MS13, et ces activités les poursuivent pour le reste de leur vie.
En 2005, les maras, selon des estimations officielles, compteraient 80 000 membres en Amérique centrale et auraient commis 5 000 assassinats, dont la plupart entre gangs[réf. nécessaire].
Elles peuvent utiliser la couverture de la Western Union pour transférer des fonds entre leurs entités[réf. nécessaire]. Récemment, il semble que les maras soient en voie de professionnalisation, les chefs de gang tentant de rentabiliser leurs profits[réf. nécessaire].
Au Guatemala, des chefs d'entreprises font parfois appel aux maras pour intimider, voire assassiner, des militants syndicaux.

## Rivalités
Les maras les plus connues sont la Mara Salvatrucha (d'origine salvadorienne), la plus répandue au Salvador, et la 18th Street Gang (du nom de la 18e rue de Los Angeles). Un autre gang important, auto-justicier, la Sombra Negra, est aujourd'hui dissous et inactif.

## Répression
Les gouvernements des pays d'Amérique centrale concernés ont fait de la lutte contre ces gangs une priorité de leur politique de sécurité. En avril 2006, le président guatémaltèque Óscar Berger annonce qu'il déploie toute l'armée contre les maras. Ces mesures militaires s'accompagnent de lois sécuritaires, comme le plan « Mano Dura » au Salvador.[réf. nécessaire]

### Rapports 2008
Selon un rapport rendu public en janvier 2008[réf. nécessaire], les stratégies répressives, comme la Mano dura (main ferme) au Guatemala, au Salvador et « Tolérance zéro » au Honduras, ont pour le moment échoué à maîtriser un phénomène avant tout social, les mareros étant issus de familles pauvres, sans accès aux services publics et désunies par une migration massive vers les États-Unis.
Selon l'Institut des droits de l'homme de l'université du centre de l'Arkansas, leur développement aurait été surtout favorisé par l'inefficacité des tribunaux de tous ces pays. En 2006, ceux-ci auraient été saisis de seulement 105 200 affaires qui n'ont abouti qu'à 1894 condamnations.
Début avril 2008, les polices des pays concernés se sont réunies[réf. nécessaire] à San Salvador pour tenter de coordonner la lutte contre ces bandes criminelles organisées.

## Cinéma
- Sin nombre, film de 2009, raconte l'histoire d'un jeune marero (Casper) qui essaie de fuir la MS13 à la suite de l'assassinat de sa copine (Martha Marlene) et rencontre sur son chemin une jeune fille émigrant vers les États-Unis avec son père et son oncle.